# Isjkur
Isjkur of Iskur (Engels: Ishkur) was in de Hettitische mythologie de stormgod wiens echtgenote Arinna heette. Hij komt overeen met de Hurritische weergod Teshub en de oudere weergod Taru die met de stier geassocieerd wordt. 